# Първият тролейбус
„Първият тролейбус“ е съветски черно-бял игрален филм от 1963 г. на режисьора Исидор Аненски. Лентата е белязана от участието на голям брой млади, по-късно известни местни актьори, поканени от режисьора.
Премиерата на филма е на 6 май 1963 г.

## Сюжет
Фабричната младеж на южния крайморски град постоянно пътува до работа с първия сутрешен тролейбус, чийто шофьор, младата красива Светлана, намира нови добри приятели сред пътниците си. По настояване на близките си Света напуска работа, за да учи в колеж. Но веднага усеща, че в живота ѝ започва да липсва вниманието на тези, които се нуждаят от нея всеки ден – същите тези пътници правят всички опити, дори и най-отчаяните, да върнат Светлана в тролейбусното депо.

## Създатели
- Режисьор – Исидор Аненски
- Сценаристи – Джуниър Шилов, Йосиф Леонидов
- Композитори – Андрей Ешпай, Ростислав Бойко
- Оператор – Виталий Гришин
- Художник – Юрий Богатиренко
- Звуков инженер – Дмитрий Флянголц
- Монтаж – Етна Майская
- Костюми – П. Акимова
- Грим – Е. Тимофеева
- Редактор – А. Черченко
- Диригент – Емин Хачатурян
- Режисьори – Серафима Беньова, Е. Сапов

## Актьорски състав
- Ирина Губанова – Светлана Соболева, шофьор на тролейбус
- Лев Свердлин – бащата на Светлана
- Нина Сазонова – лелята на Светлана
- Александър Демяненко – Сергей
- Далвин Шчербаков – Павел Афанасиев (филмов дебют)
- Евгений Ануфриев – Вася
- Олег Дал – Сеня
- Виктор Борцов – Кирюшин
- Нина Дорошина – Даша
- Валентин Брюлеев – Синицин
- Михаил Кононов – Коля Чумаков
- Алексей Грибов – пазач в тухлена фабрика
- Георгий Вицин – пиян пътник
- Муза Крепкогорская – диспечер в тролейбусното депо
- Николай Парфенов – мустакат шофьор
- Валерий Сомов – гадже
- Пьотър Савин – полицай
- Станислав Чекан – шофьор на тролейбус МТБ-82
- Анда Зайце – Марина
- Валерий Зотов – член на младежката бригада
- Херман Качин – смеещ се член на бригадата
- Владимир Колоколцев – член на младежката бригада
- Михаил Суворов – член на младежката бригада
- Алла Будницкая – епизод, приятелката на гаджето
- Лариса Гордейчик – епизод, приятелката на гаджето
- Ирина Зарубина – епизод, пътник в тролейбус
- Павел Суханов – пътник в тролейбус
- Григорий Шмойлов – епизод
- Михаил Цинман – епизод
- Валерий Житников – член на младежката бригада
- В. Устинов – член на младежката бригада

### Актьори неупоменати в титрите
- Савелий Крамаров – паразит, приятел на Коля
- Евгений Стеблов – паразит
- Владимир Маренков – шофьор
- Иван Савкин – Микошин, шофьорът в тролейбусното депо
- Валерий Погорелцев – член на младежката бригада
- Кира Гурецкая – пътник в тролейбус
- Анна Сергеева – пътник в тролейбус

## Песни
Песента в кафенето „След теб“ (текст: Л. Дербенев, музика: А. Ешпай и Р. Бойко) се изпълнява зад кадър от Владимир Трошин.